# Sverigedräkten

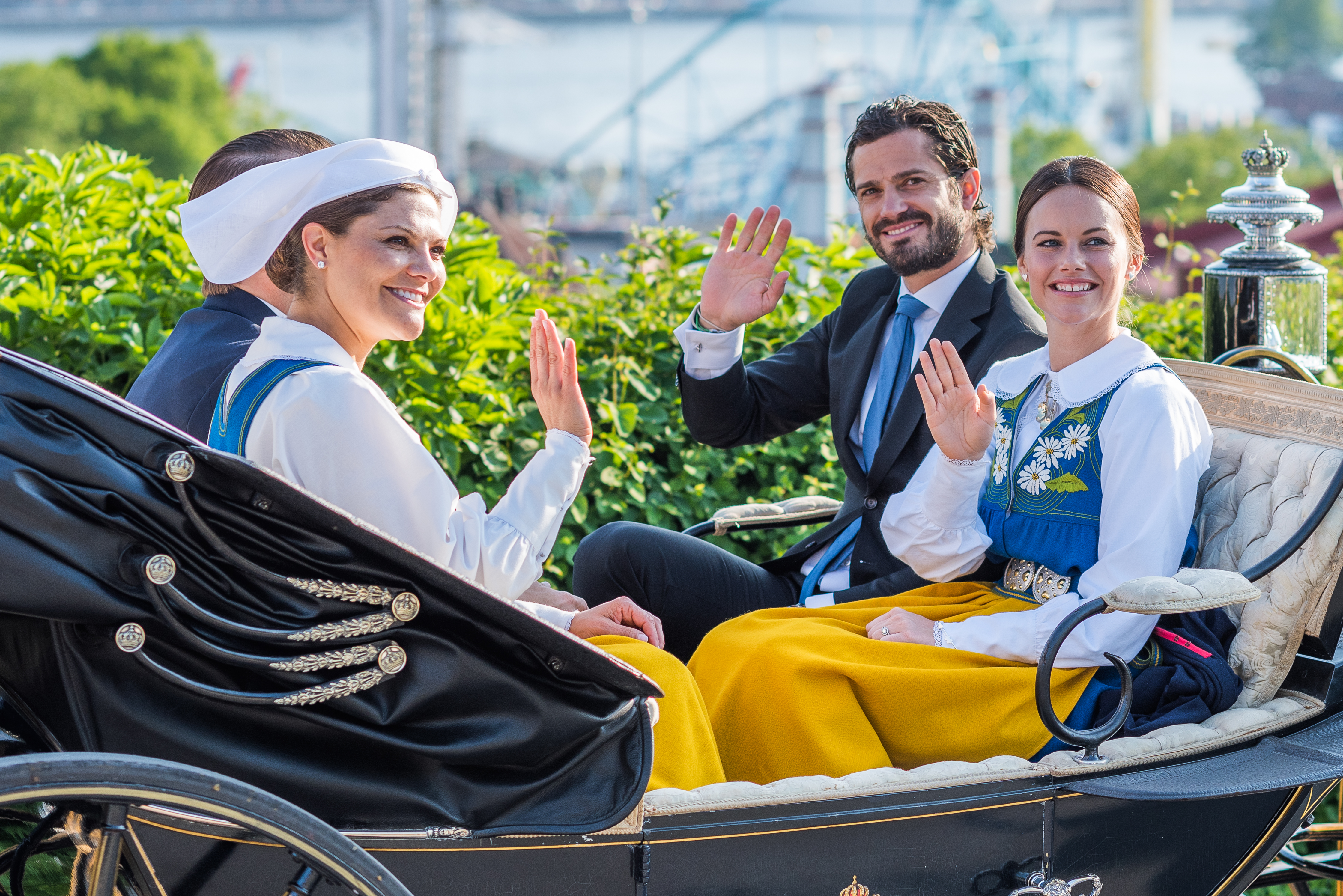
Kronprinsessan Victoria och prinsessan Sofia bär Sverigedräkten på nationaldagen 2015.

Sverigedräkten, egentligen Svenska kvinnliga nationaldräktsföreningens högtidsdräkt, eller den allmänna Svenska Nationaldräkten, är även en nationaldräkt som togs fram i början av 1900-talet. 
Syftet var att alla kvinnor i unionen Sverige-Norge skulle få tillgång till en folkdräkt oavsett deras geografiska härkomst. Dräkterna kom under andra världskriget att falla i glömska men återupptäcktes när den var en del av en utställning vid Nordiska museet 1977. När drottning Silvia valde att bära en Sverigedräkt vid det första officiella nationaldagsfirandet 1983 kom plagget till allmänhetens kännedom och skapade stor efterfrågan. Idag bärs plagget bland annat av kvinnorna i den kungliga familjen vid offentliga sammanhang. 

## Historia
År 1902 grundades Svenska Kvinnliga Nationaldräktsföreningen av Märta Jörgensen i Falun. Föreningen verkade för en frigörelse från ”utländska modens herravälde” och medlemmarna uppmanades bära nationaldräkt (i.e. folkdräkt) av estetiska, ekonomiska, praktiska och hygieniska skäl. Nationaldräktsföreningen var ett utlopp både av nationalromantiken och del av den så kallade dräktreformrörelsen som motsatte sig det dominerande modet med dyra tyger, stärkta kragar, hårt snörda korsetter och långa svårtvättade klänningar.

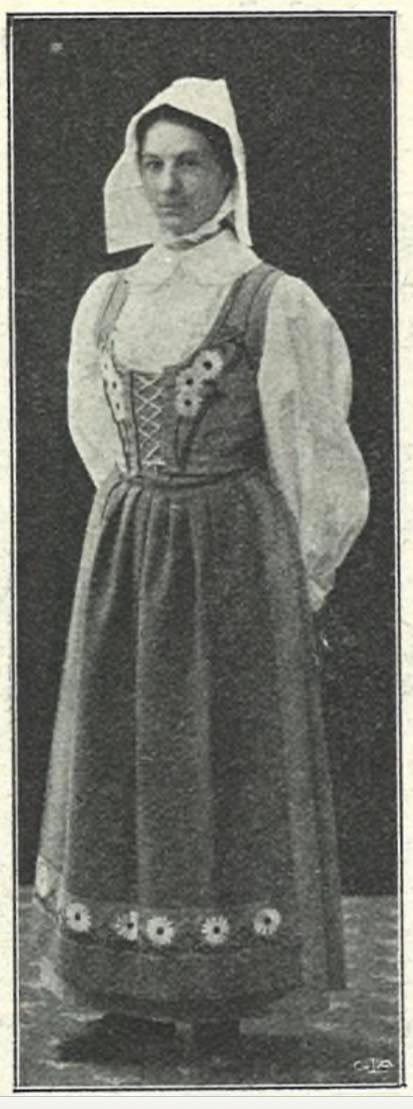
Svenska kvinnliga nationaldräktsföreningens högtidsdräkt med separat livstycke (Idun 1909).

Jörgensen hade år 1900 arbetat som trädgårdspiga på Tullgarns slott där kronprinsessan Victoria av Baden beslutat att tjänstefolket i sitt daglig värv skulle använda folkdräkt - Tullgarnsdräkten. 
Nationalromantiken hade gjort det till högsta mode att bära folkdräkt och Victoria bar gärna själv Ölandsdräkten när hon var på Solliden. På Tjolöholms slott beslutade likaledes Blanche Dickson att Rättviksdräkten skulle användas av husmödrarna och deras barn. Carl och Karin Larsson moderniserade och återlanserade Sundborndräkten. Och bland studenterna i Uppsala gick ett plötsligt uppskjutande intresse för folkdans hand i hand med ökat intresse för folkdräkter. Eftersom Jörgensen själv dagligen arbetade i Tullgarnsdräkt kom hon att instämma i Victorias påpekande att kläddräkten var mycket praktiskt.
För Märta Jörgensen föreföll det sig därför naturligt att gifta samman nationalromantiken och dräktreformsrörelsen och började argumentera för folkdräkten som den för Sverige naturliga reformdräkten. Det var också på denna grund Nationaldräktsföreningen sedan kom att bildas.
Nationaldräktsföreningen önskade alltså generellt understödja bruket av folkdräkt som reformdräkt både till vardags och fest. Man ansåg dock att inte minst avsaknaden av bygdedräkter som med rätta kunde användas av den växande stadsbefolkningen, utan att ståta med lånta fjädrar, var ett stort hinder för att få brett genomslag för sin idé. Detta problem önskade man avhjälpa genom att ta fram en nationaldräkt som kunde användas av alla svenska kvinnor oavsett härkomst. 
En första skiss till både högtids- och arbetsdräkt presenterade redan vid föreningens bildande men arbetet att färdigställa modellerna pågick under flera år. I detta arbete tog man främst hjälp av Gustaf Ankarcrona som, på inrådan av konstnären Carl Larsson, hjälpte föreningen att komponera den allmänna svenska nationaldräkten i jugendstil. Även konstnären Anders Zorn var med i framtagningen av den. Märta Jörgensen menade att målet var en dräkt som skulle vara  "praktisk, billig, hygiensk samt tillfredsställer skönhetssinnet". 
Någon mansdräkt togs inte fram "då vad den moderna mansdräkten beträffar, måste ju erkännas, att den är utarbetad efter praktiska och hygeniska principer". 
Föreningens verksamhet var som mest intensiv runt 1910 efter att man 1909 fått en serie om fyra artiklar som presenterade rörelsens idé och förslag till dräkter publicerade i den tongivande veckotidningen Idun.  
Föreningsverksamheten kom dock att upphöra redan under första världskriget och själva dräkten kom därefter långsamt falla i glömska. Inte minst mellan- och efterkrigsårens generella skifte i dammodet gjorde behovet av en reformdräkt redundant.  
Märta Jörgensen övergav dock aldrig idén nationaldräkten och fram till sin död 1967 bar hon Nationaldräktsföreningens olika modeller vid högtidliga tillfällen. 
Under 1970-talet kom dock intresset för nationaldräkten åter att öka parallellt med ett nyfunnet intresse för folkdräkter. Dräktens första genombrott kom när Nordiska Museet 1977 visade ett nyförvärvat exemplar vid utställningen "Från nationaldräkt till bygdedräkt". Detta exemplar stod modell för den nationaldräkt som bars av drottning Silvia på Sveriges nationaldag 1983 varefter bruket av nationaldräkten snabbt börja sprida sig över Sverige. Idag används Sverigedräkten inte minst av kvinnorna inom kungliga familjen vid högtidliga tillfällen.

## Dräktens utveckling

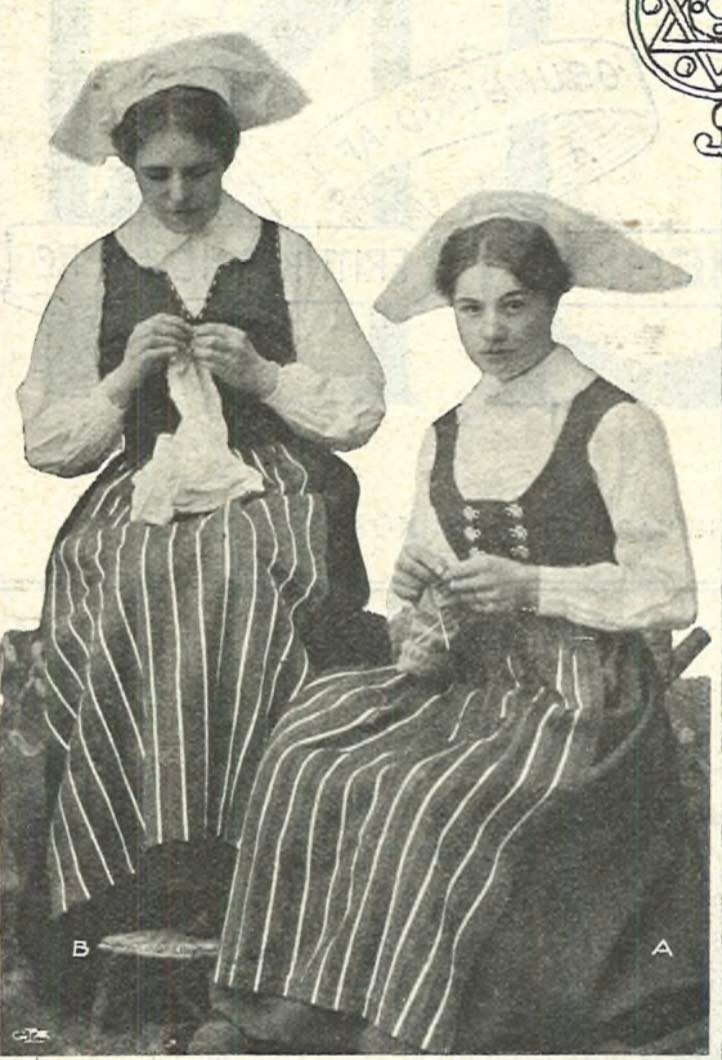
Svenska kvinnliga nationaldräktsföreningens vardagsdräkt (Idun 1909)

Sverigedräkten har utvecklats något sedan de första skisserna presenterades av Märta Jörgensen 1902 och dagens version liknar i stort en högtidsmodell som presenterades i Idun 1909. Denna högtidsdräkt har en blå kjol med ett gult förkläde, vit blus samt ett blått livstycke med blomsterbroderier. Livstycket kan i sin tur antingen vara separat eller sammansytt med kjolen till en så kallad livkjol. 
Den gula och blå färgen kom från sekelskiftets (1900) svenska flagga, som då var av ull, och inte kunde färgas i dagens starka färger och man var i övrigt inspirerade av de starka folkliga färgerna. Ett tidigt alternativ till blått livstycke var att istället använda rött vilket anspelade på den gamla svensk-norska unionsflaggan ("sillsallaten").  
Från början var det inte menat att blomstermotivet skulle vara standardiserat till prästkragar utan var och en skulle själv välja stiliserade blomsterbroderier efter egen smak för att ge utrymme åt individualitet. Ej heller finns den idag vanliga kjolsäcken (väskan) med i originalbeskrivningar och så ej heller de idag vanligt förekommande blusbroscherna och skärpbucklorna i silver.
Nationalföreningen tog även fram en vardagsdräkt som var i mörkare blått och med randigt förkläde, men inget sådan dräkt har bevarats för eftervärlden utom på en svartvit bild i Idun. I Jörgensens familj finns dräktdelar bevarade som sannolikt är vardagsförklädet och söndagsförklädet till dräkten. Vardagsförklädet har bredare ränder i mörkblått och rött, och smalare i ljust gult och naturvitt. Överst ett flerfärgat band, materialet är troligtvis bomull. Söndagsförklädet är rött med starkt gula ränder. Materialet är ull. 
Utöver dessa två två typer beskriver Jörgensen i Idun en bröllopsdräkt, en sorgedräkt samt dräkter för barn. Även förslag till kompletterande ylletröja, ytterplagg och huvudbonader presenteras i artikelserien. Huvudbonaderna var framtagna för utomhusbruk och man utgick ifrån att bärarna skulle hänga av sig dessa inomhus.
Efter att nationaldräkten återlanserats av Nordiska Museet vände sig Bo Skräddare till tidningen Land med en efterlysning av exemplar och man fick in flera stycken. Då intresset av dräkten var stort tog Bo Skräddare 1980 med stöd av tidningen Lands läsare fram ett förslag till mansdräkt tänkt att komplettera damdräkten.

## Bildgalleri

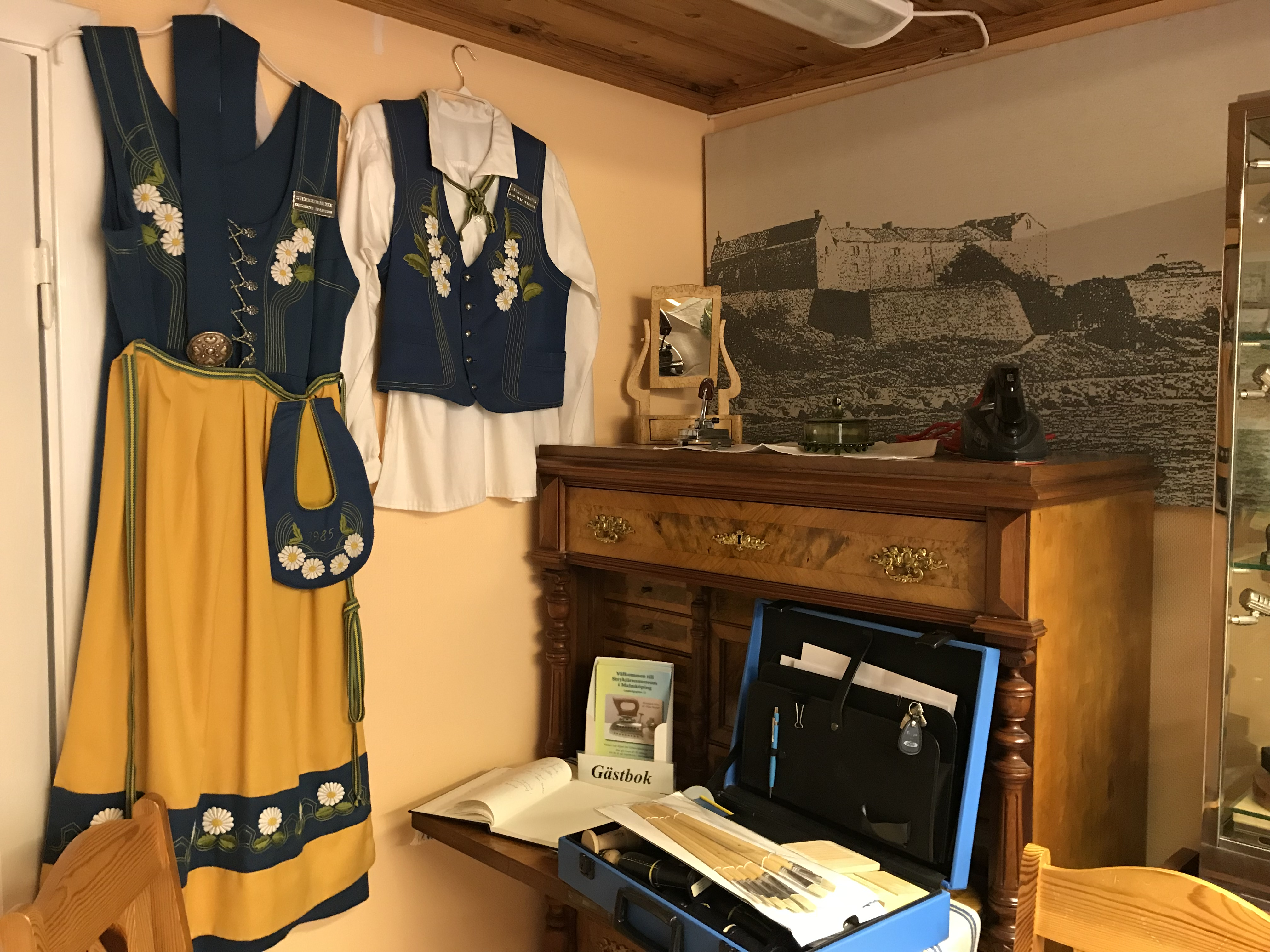
Sverigedräkter från 1985 utställda i Strykjärnsmuseum i Malmköpings lokaler, där Sverigedräkter HB tillverkade sverigedräkter 1984-2009.
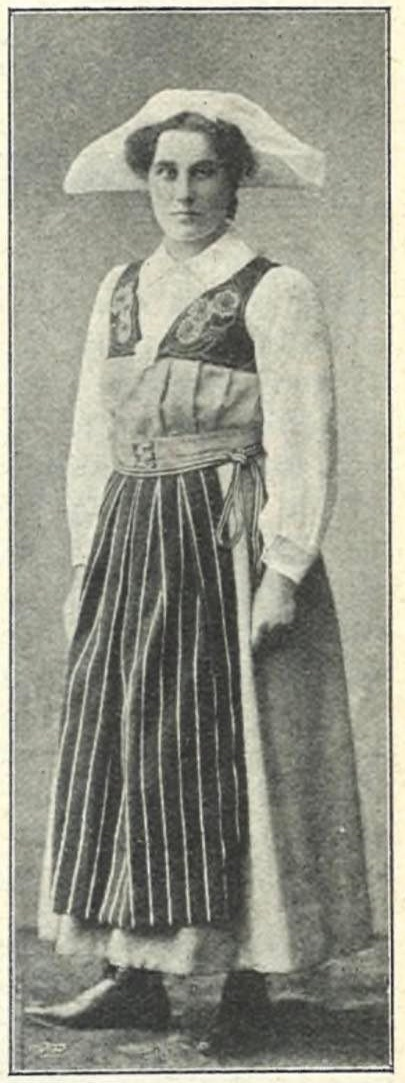
Svenska kvinnliga nationaldräktsföreningens högtidsdräkt med rött livstycke och livdräkt. (Idun 1909)
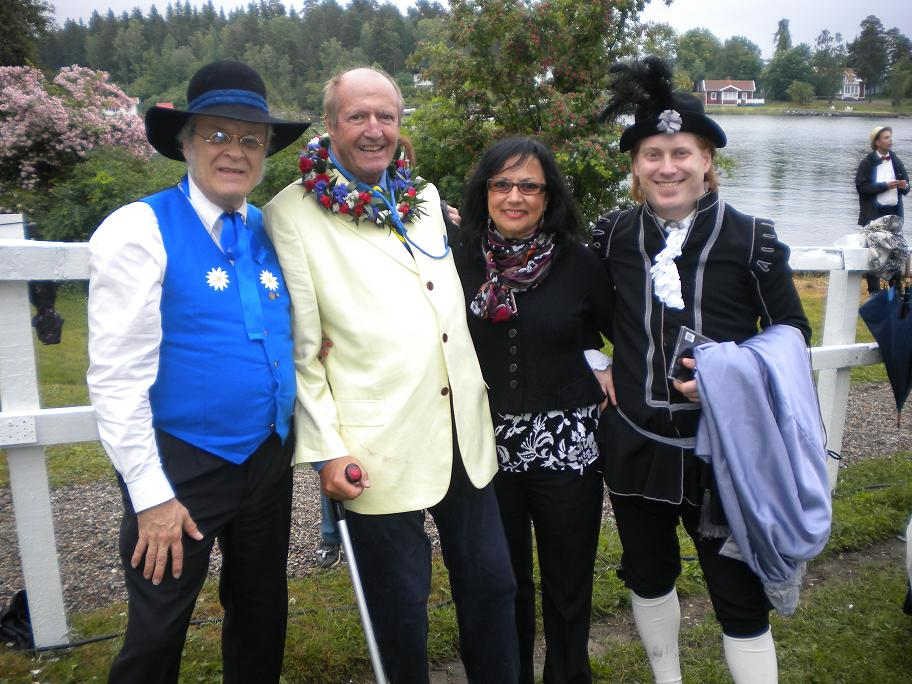
Mansversionerna av Sverigedräkten (vänster) och Nationella dräkten (höger).